# 9 de febrero
El 9 de febrero es el 40.º (cuadragésimo) día del año en el calendario gregoriano. Quedan 325 días para finalizar el año y 326 en los años bisiestos.

## Acontecimientos
- 10 a. C.: en Kyushu (la tercera isla más grande de Japón) se visualizan nueve soles, uno al lado del otro (posiblemente se trató de un fenómeno de parahelio).[1]
- 474: en Constantinopla (capital del Imperio Romano de Oriente), Zenón es coronado coemperador del Imperio Romano de Oriente
- 1003: en Polonia, Boleslao III de Bohemia es restaurado en su autoridad con el apoyo armado de Boleslao I el Valiente.
- 1098: el asedio de Antioquía (Siria), un ejército de la Primera Cruzada, liderado por Bohemundo de Tarento, gana una importante batalla contra el emir seléucida Ridwan de Alepo.

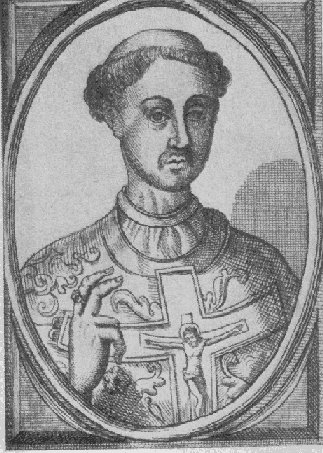
Pascual II (1050-1118), papa italiano.

- 1111: en la villa de Sutri (57 km al norte de Roma), Enrique V y el papa Pascual II, firman el Tratado de Sutri, con el que pretendían poner fin a la Querella de las Investiduras.
- 1518: en Valladolid (España), las Cortes de Castilla acuerdan jurar rey a Carlos de Habsburgo con las condiciones de aprender el idioma castellano, dejar de nombrar a extranjeros en altos cargos de poder y tratar a su madre ―la reina Juana I de Castilla― de manera más respetuosa.
- 1539: en el hipódromo de Chester (Reino Unido), conocido como Roodee, se celebra la primera carrera registrada.
- 1552: en Chile es fundada la ciudad de Santa María la Blanca de Valdivia.
- 1555: en Londres (Inglaterra), John Hooper (obispo de Gloucester) es quemado en la hoguera.
- 1556: en el mar Caribe, el corsario británico Francis Drake, actuando en nombre de la Corona inglesa, saquea las costas de la actual Colombia.
- 1601: en el contexto del traslado de las cortes a Valladolid, Felipe III de España se muda a la ciudad.
- 1619: en Toulouse (Francia), el filósofo Giulio Cesare Vanini es declarado «culpable de ateísmo» y es quemado vivo en público.
- 1621: en Roma, Gregorio XV se convierte en papa. Es el último papa elegido por aclamación.
- 1654: en la Isla de la Tortuga (8 km al norte de Haití) ―en el marco de la guerra anglo-española―, los ingleses toman el fuerte español de Rocher.
- 1724: en España las Cortes proclaman rey a Luis I, hijo de Felipe V.
- 1775: en el marco de la Guerra de la Independencia de los Estados Unidos, el Parlamento británico declara a la región de Massachusetts en rebelión.
- 1778: el estado de Rhode Island (Estados Unidos) se convierte en el cuarto estado de los Estados Unidos en ratificar los Artículos de la confederación.
- 1795: Prusia y Francia firman un acuerdo ―anterior a la Paz de Basilea―, para poner fin a la primera guerra entre la Francia republicana y la Primera Coalición contrarrevolucionaria.
- 1801: en Luneville (Francia), representantes de Austria y Francia firman el Tratado de Lunéville. Austria entrega la región italiana de Toscana a Francia. Terminan las guerras de la Segunda Coalición.
- 1821: en la provincia de Maipo (Chile) se funda la aldea de San Bernardo.
- 1822: Haití ataca a la recién establecida República Dominicana en el otro lado de la isla de La Española. El presidente haitiano Jean Pierre Boyer, al mando de 12 000 hombres, invade el Santo Domingo español. Dicha invasión dio fin al período conocido como Independencia Efímera de José Núñez de Cáceres e inició la ocupación haitiana de 1822-1844.
- 1825: Después de que ningún candidato recibe una mayoría de votos electorales en las elecciones presidenciales de los Estados Unidos de 1824, la Cámara de Representantes de los Estados Unidos elige a John Quincy Adams como sexto presidente de los Estados Unidos en una elección contingente.
- 1826: A 17 km al suroeste de Colonia del Sacramento (Uruguay) y a 26 km al noreste de Quilmes (Buenos Aires), la flota argentina dirigida por Guillermo Brown derrota a la flota brasileña en la batalla naval de Punta Colares.

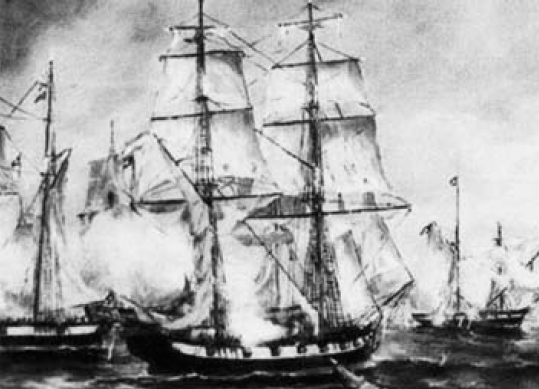
Batalla de Juncal (1827), en la isla Juncal, del río Uruguay.

- 1827: en el río Uruguay (entre Argentina y Uruguay) se libra la segunda jornada de la batalla de Juncal en que la Armada Argentina derrota a la del Imperio del Brasil.

República romana (1849).

- 1849: en Roma, tras la fuga del papa Pio IX de su palacio, se proclama la República romana y es abolido el poder temporal de los papas.
- 1851: en España se inaugura la segunda línea férrea de España que hace el recorrido entre Madrid y Aranjuez.
- 1861: en Montgomery (en el estado de Alabama) ―en el marco de la guerra civil estadounidense (1861-1865)― el Congreso Confederado Provisional elige a Jefferson Davis y a Alexander Hamilton Stephens como presidente y vicepresidente provisional de los Estados Confederados de América.
- 1863: en Ginebra (Suiza) se reúne un comité que decide la creación de la Cruz Roja.
- 1870: el presidente estadounidense Ulysses S. Grant firma una resolución conjunta del Congreso que establece la Oficina Meteorológica de los Estados Unidos.
- 1875: en Nueva York, el patriota cubano José Martí parte rumbo a La Habana en el vapor estadounidense City of Mérida.
- 1875: en Sancti Spíritus, el comandante Ramón Leocadio Bonachea y otros patriotas se incorporan a la columna invasora de Máximo Gómez.
- 1878: en el camino de San Ulpiano, cerca de la localidad de Mayarí (la cual se encuentra a 90 km al este de Holguín), sucede el cuarto día (de cinco) de la batalla de San Ulpiano: las tropas mambisas de Antonio Maceo destrozan al Batallón de Cazadores de San Quintín n.º 11, que en 1874 habían asesinado al presidente Carlos Manuel de Céspedes. De 245 mercenarios españoles de elite solo quedan 25 sobrevivientes.
- 1878: en Cuba, en la provincia de Oriente) el presidente cantonal de la villa de Holguín se rinde a los españoles.
- 1879: en Cuba, en la villa de Regla (a 11 km de La Habana, cruzando la bahía de La Habana) se funda el Liceo Artístico y Literario de Regla.
- 1889: en Washington D. C., el presidente estadounidense Grover Cleveland firma un proyecto de ley que eleva el Departamento de Agricultura de los Estados Unidos a una agencia de nivel de gabinete.
- 1893: en La Scala de Milán (Italia) se estrena Falstaff, la última ópera de Giuseppe Verdi.

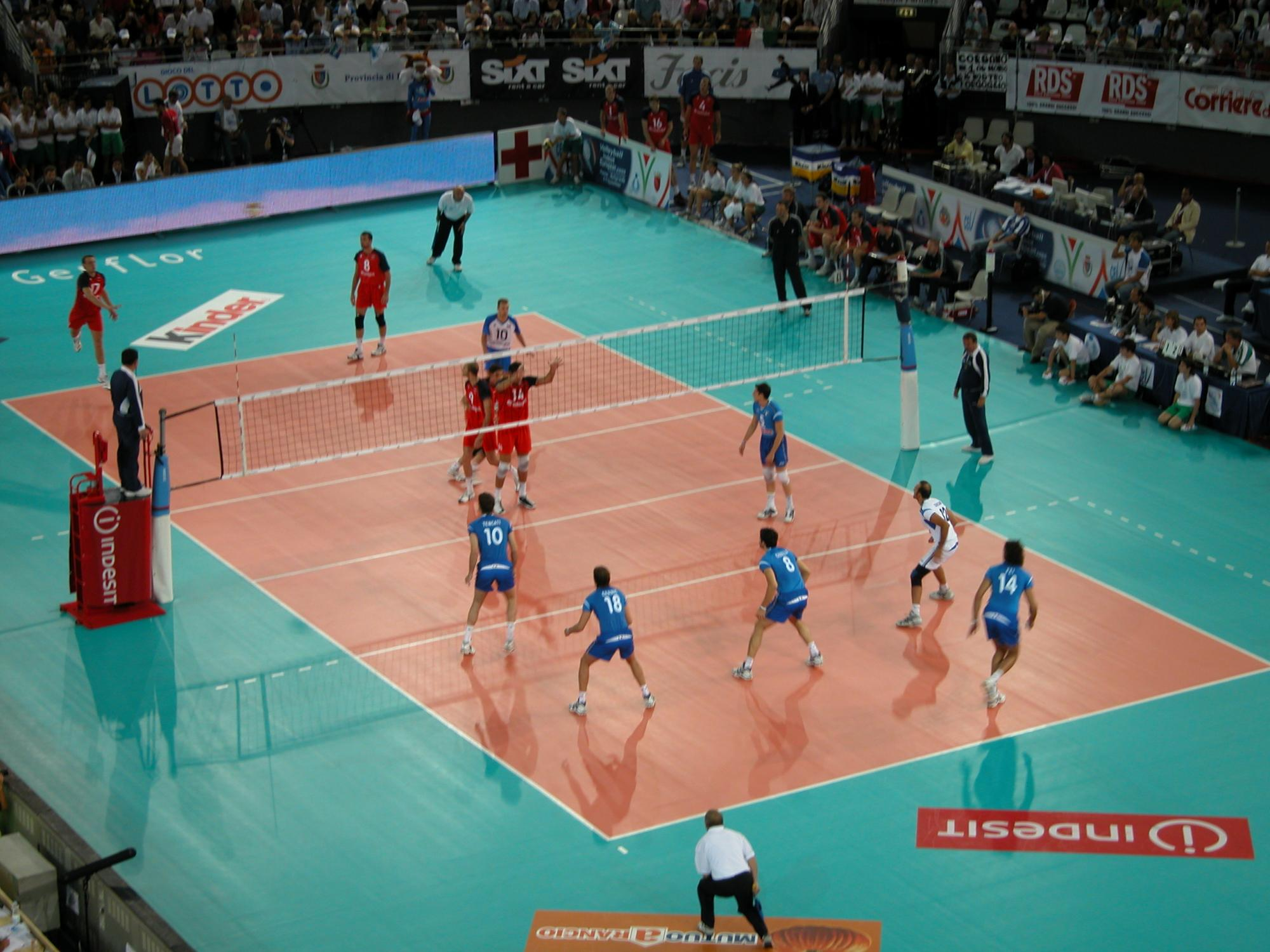
Voleibol

- 1895: en alguna ciudad del estado de Massachusetts (Estados Unidos), William G. Morgan inventa un juego llamado «mintonette», que pronto se conocerá como vóleibol.
- 1895: en La Habana, José Martí recibe un telegrama en el que le informan de la devolución de las armas incautadas por los estadounidenses.
- 1896: en Cuba ―en el marco de la Guerra Necesaria (1895-1898)―, el general Pedro Antonio Díaz Molina incorpora sus fuerzas a las del general en jefe Máximo Gómez.
- 1896: en el marco de la Guerra Necesaria (1895-1898), las fuerzas mambises de Adolfo del Castillo atacan y ocupan Santa María del Rosario.
- 1896: en el mar Caribe se hunde el barco Hansking, que traía pertrechos para la Guerra Necesaria (1895-1898) en Cuba; desaparecen todos sus tripulantes.
- 1896: en España embarca el militar español Valeriano Weyler hacia Cuba, para asumir la Capitanía General de la isla.
- 1898: arriba a costas cubanas la nave de guerra estadounidense Maine, cuyo hundimiento ―que Estados Unidos atribuyó a los españoles―, sirve de pretexto para que Estados Unidos declarara la guerra contra el Reino de España para quedarse con sus colonias Cuba, Filipinas y Puerto Rico.
- 1900: el tenista estadounidense Dwight F. Davis funda la competencia mundial anual que lleva su nombre (Copa Davis).
- 1900: en Jartum se informa que los amotinamientos de tropas sudanesas contra las autoridades anglo-egipcias comienzan a provocar inquietud en El Cairo (Egipto).
- 1900: en la isla de Martinica, tropas francesas disparan contra manifestantes, matando a 9 personas e hiriendo a otras 40.
- 1900: se informa que cerca de 30 000 mormones han emigrado del estado de Utah al de Wyoming (Estados Unidos), en uno de los procesos de colonización del oeste estadounidense más numeroso de las últimas décadas.
- 1901: Agenor Goluchowski, ministro austrohúngaro de Asuntos Exteriores, garantiza la soberanía de la Sublime Puerta, en una carta dirigida a su homólogo italiano.
- 1902: en Jersey City (Estados Unidos), un incendio destruye 26 manzanas de la ciudad.
- 1903: en Niza se estrena la ópera María Magdalena, de Jules Massenet.
- 1903: Persia y el Reino Unido firman un tratado comercial.
- 1904: en Port Arthur (puerto británico sobre el mar Amarillo, a 874 al este de Pekín) ―en el marco de la guerra ruso-japonesa (1904-1905), concluye la batalla de Port Arthur.
- 1904: en España se rechaza un voto de censura contra el presidente del Congreso, Francisco Romero Robledo.
- 1907: en Londres (Inglaterra) se realiza la Mud March, la primera gran procesión organizada por la NUWSS (Unión Nacional de Sociedades para el Sufragio de la Mujer).
- 1908: en Barcelona se inaugura el Palacio de la Música Catalana con las obras Catalanesques, de Lluís Millet, y la cantata Glosa, de Felipe Pedrell (con letra de Joan Maragall).[2][3]
- 1909: el acuerdo ilegal entre Francia y Alemania sobre Marruecos reconoce la preponderancia política francesa sobre el invadido país africano.
- 1909: en Niza se estrena la ópera ¿Quo vadis?, de Jean Nougues.
- 1910: en España, tras la caída del Gobierno liberal, el rey Alfonso XIII encarga a José Canalejas, partidario de la democratización y del reformismo social, la formación de un nuevo gabinete.
- 1912: en Sevilla, el río Guadalquivir inunda algunos barrios.
- 1913: en la Ciudad de México se inicia el movimiento armado conocido como la «Decena Trágica», que culminará con la muerte del presidente Francisco I. Madero.
- 1913: un grupo de meteoritos es visible en gran parte de la costa este del continente americano, lo que lleva a los astrónomos a concluir que la fuente habría sido un pequeño satélite natural de la Tierra, de corta vida.
- 1915: en el marco de la Primera Guerra Mundial (1914-1918), el Canal de Suez se cierra a los barcos neutrales.
- 1917: en el marco de la Primera Guerra Mundial, el Imperio alemán desencadena la guerra submarina y empieza a hundir barcos mercantes extranjeros con sus tripulaciones de civiles.
- 1918: en el marco de la Primera Guerra Mundial, las potencias centrales firman una paz separada con la República Popular de Ucrania.
- 1919: se funda la Sociedad de Naciones, precursor de la Organización de las Naciones Unidas (ONU).
- 1920: según los términos del Tratado de Svalbard, la diplomacia internacional reconoce la soberanía noruega sobre el archipiélago ártico de Svalbard y lo designa como desmilitarizado.
- 1922: en Suiza, los Estados Unidos Brasileños se convierten en miembro del tratado de derechos de autor de la Convención de Berna.
- 1923: en España se funda la Unión Deportiva Salamanca.
- 1924: en la villa de Chamonix (en los Alpes franceses) se inauguran los primeros Juegos Olímpicos de Invierno.
- 1926: en Argentina, el hidroavión Plus Ultra, tripulado por Ramón Franco, Julio Ruiz de Alda, Juan Manuel Durán y Pablo Rada, llega a Buenos Aires donde es recibido apoteósicamente.
- 1927: en Portugal es sofocado el movimiento revolucionario que estalló seis días antes contra el Gobierno del general Carmona.
- 1928: el general nicaragüense Augusto César Sandino emprende una violenta ofensiva contra los estadounidenses.
- 1929: la Unión Soviética, Rumanía, Polonia, Letonia y Estonia conciertan pactos de no agresión.
- 1929: en México es ejecutado José de León Toral, asesino del presidente Álvaro Obregón.
- 1929: miembros del Việt Nam Quốc Dân Đảng asesinan al reclutador de mano de obra Bazin, lo que provoca una ofensiva de las autoridades coloniales francesas.
- 1930: en Yên Bái (Indochina, actual Vietnam) las tropas colonialistas francesas reprimen duramente el motín nacionalista.
- 1930: el automovilista alemán Hans Stuck vence con un Austro-Daimler la primera carrera del Campeonato del Mundo.
- 1932: en Finlandia se deroga la ley seca después de un referéndum nacional, donde el 70 % votó a favor de derogarla.
- 1934: Grecia, Turquía, Rumanía y Yugoslavia firman el Entente de los Balcanes (el pacto balcánico) para garantizar la seguridad en las fronteras.
- 1934: en Francia, Gaston Doumergue forma nuevo Gobierno.
- 1936: en La Habana se constituye la primera Logia AJEF (Asociación de Jóvenes Esperanza de la Fraternidad), con el nombre de "Esperanza", iniciándose a 82 jóvenes en el salón de actos de la Gran Logia de la isla de Cuba.
- 1937: en Sevilla se entrega al general Gonzalo Queipo de Llano el título de «hijo adoptivo».
- 1940: en Cuba se inaugura la Asamblea Constituyente.
- 1941: en Génova (Italia) ―en el marco de la Segunda Guerra Mundial (1939-1945)―, la catedral de San Lorenzo es alcanzada por una bomba que no detona.
- 1942: en el marco de la Segunda Guerra Mundial, los líderes militares estadounidenses celebran su primera reunión formal para discutir la estrategia de guerra del país.
- 1942: en los Estados Unidos se restablece el horario de verano durante todo el año (también conocido como horario de guerra) como una medida en tiempos de guerra para ayudar a conservar los recursos energéticos.
- 1942: en Nueva York un incendio destruye el transatlántico francés Normandie.
- 1943: en el medio del océano Pacífico ―en el marco de la Segunda Guerra Mundial (1939-1945)― finaliza la Batalla de Guadalcanal después de que la Armada Imperial Japonesa retire sus fuerzas.
- 1944: en Roma (Italia) ―en el marco de la Segunda Guerra Mundial― el Ejército Nacional Republicano (ejército regular de la República Social Italiana) realizan su juramento.
- 1945: frente a la costa de Fedje (Noruega) ―en el marco de la Segunda Guerra Mundial― el submarino británico HMS Venturer hunde el submarino alemán U-864 (Batalla del Atlántico). Es un caso poco común de combate submarino contra submarino.
- 1945: en Førdefjorden (Noruega) ―en el marco de la Segunda Guerra Mundial― una fuerza de aviones aliados ataca sin éxito a un destructor alemán.
- 1946: en España, el régimen de Francisco Franco condena a muerte a Cristino García Granda, quien había luchado en el bando republicano durante la guerra civil española y contra los alemanes en Francia, donde es considerado Héroe Nacional. La ejecución llevó al cierre de la frontera entre estos dos países hasta 1948.[4]
- 1946: en Nueva York, la Asamblea General de la ONU condena la dictadura franquista y prohíbe a España su ingreso en la organización.
- 1946: en la Unión Soviética, Iósif Stalin anuncia un nuevo plan quinquenal a fin de superar a Occidente en la producción de petróleo, acero y hierro.
- 1949: el Perú reconoce al Estado de Israel.
- 1950: en el Teatro Albéniz de Madrid se estrena Las mocedades de Hernán Cortés, drama de Joaquín Dicenta (hijo).
- 1950: en Washington, el senador estadounidense Joseph McCarthy acusa al Departamento de Estado de los EE. UU. de estar lleno de comunistas (Segundo Pánico Rojo).
- 1951: cerca de la villa de Geochang (actualmente en Corea del Sur) ―en el marco de la guerra de Corea (1950-1953)― un batallón de la 11.ª División del Ejército de Corea del Sur mata a 719 hombres, mujeres y niños civiles norcoreanos desarmados. Comienza así la masacre de Geochang, que durará dos días.
- 1952: en Argentina, los aviones Avro Lincoln B-021 y B-029 vuelan adiestramiento antártico desde Río Gallegos hasta Bahía Margarita. La Fuerza Aérea Argentina inicia una serie de navegaciones sobre zonas antárticas con la finalidad de adiestrar a las tripulaciones en las operaciones aéreas en ese sector.[5]
- 1955: en China Popular se aprueba el servicio militar obligatorio.
- 1955: en la Unión Soviética, Gueorgui Zhúkov es elegido nuevo ministro de Defensa.
- 1955: en Roma (Italia), Luigi Einaudi inaugura la primera línea de metro italiana.
- 1956: en la Universidad Complutense de Madrid se producen enfrentamientos entre estudiantes de distintas tendencias.
- 1957: llega a Madrid el rey de Marruecos, Mohammed V.
- 1957: en una exposición en el Palacio de Cristal del Retiro (en Madrid) las obras más destacadas son las de Joaquín Sorolla y Mariano Fortuny.
- 1957: en la Sierra Maestra (Cuba), tropas del Ejército Rebelde vencen al ejército batistano en Altos de Espinosa.
- 1959: en el cosmódromo de Plesetsk, 850 km al noroeste de Leningrado (Unión Soviética) entra en estado funcional el R-7 Semyorka, el primer misil balístico intercontinental.
- 1960: en Buenos Aires (Argentina), el presidente Arturo Frondizi clausura la revista Mayoría y hace detener a su director, el periodista y escritor Tulio Jacovella, por publicar la investigación del periodista Rodolfo Walsh acerca del fusilamiento de peronistas en José León Suárez (el 9 de junio de 1956, por orden de Juan Carlos Aramburu), así como los capítulos de su libro El caso Satanowski.
- 1960: en La Habana, la empresa estadounidense Electric Bond and Share Company amenaza con reducir el servicio de energía a Cuba.
- 1961: en el club The Cavern (en la ciudad de Liverpool), la banda británica The Beatles realiza su primera aparición con este nombre (de un total de 264) por primera vez después de su regreso a Liverpool desde Hamburgo (Alemania).
- 1961: en Washington (Estados Unidos), el presidente John F. Kennedy se convierte en el primer presidente que realiza una rueda de prensa televisada en directo.
- 1962: España formaliza su primera solicitud de ingreso en el Mercado Común Europeo.
- 1962: en la Conferencia de Punta del Este (Uruguay), el presidente cubano Osvaldo Dorticós denuncia la política de agresión de Estados Unidos contra Cuba.
- 1962: Estados Unidos incrementa la ayuda militar a Vietnam del Sur para enfrentarse a la guerrilla comunista del Frente Nacional de Liberación de Vietnam (Vietcong).
- 1964: en Innsbruck finalizan los IX Juegos Olímpicos de Invierno.
- 1964: en Estados Unidos, la banda británica The Beatles hace su primera de tres presentacions en el Ed Sullivan Show, con un récord de audiencia de 73 millones de espectadores.
- 1965: llega a Vietnam del Sur ―en el marco de la Guerra de Vietnam (1955-1975)― un batallón de misiles MIM-23 Hawk del Cuerpo de Marines. Es la primera tropa estadounidense en el país que no se presenta como una falsa misión de «asesoramiento».
- 1966: en República Dominicana, el Gobierno ordena ametrallar a estudiantes que realizaban una manifestación que exigía la salida de las tropas de ocupación de Estados Unidos. Mueren asesinados 12 estudiantes.
- 1967: la Comunidad Europea inicia el desarrollo normativo sobre el IVA (impuesto al valor agregado).
- 1967: en Chile se inaugura el Aeropuerto Internacional Arturo Merino Benítez
- 1967: en Neiva, Huila, Colombia, se sintió un terremoto de magnitud de 7.2 Mw. Afectando a municipios cercanos como a los países de Ecuador y Venezuela.
- 1968: España modifica la Ley de Bases del Régimen Autónomo de Guinea Ecuatorial, paso definitivo hacia la independencia de ese país.
- 1969: el avión Boeing 747 (Jumbo) realiza su primer vuelo.
- 1970: el líder palestino Yasir Arafat visita Moscú.
- 1971: regresa a la Tierra la nave Apolo 14, sexta nave tripulada que visitó la Luna y tercera en descender a su superficie.
- 1971: en el área metropolitana de Los Ángeles (California) se registra un terremoto de 6,5 a 6,7 Mw golpea con una intensidad máxima de Mercalli de XI (extrema), matando a 64 personas e hiriendo a 2000.
- 1971: Satchel Paige se convierte en el primer jugador de las ligas negras en ser elegido para el Salón de la Fama del Béisbol de los Estados Unidos.
- 1974: en Francia, el argentino Carlos Monzón (campeón mundial de boxeo peso mediano), retiene su título frente al campeón wélter José Mantequilla Nápoles.
- 1975: la nave espacial soviética Soyuz 17 regresa a la Tierra.
- 1976: en el aeropuerto de Irkutsk se estrella durante el despegue el vuelo 3739 de Aeroflot, un Tupolev Tu-104, matando a 24 personas.
- 1977: el Gobierno español termina de establecer relaciones diplomáticas con la mayoría de los países comunistas de Europa.
- 1978: en Filadelfia (Pensilvania), la compañía Budd presenta su primer vagón autopropulsado SPV-2000.
- 1979: en Nápoles (Italia), una epidemia desconocida la muerte de sesenta personas, en su mayor parte niños de corta edad.
- 1980: en Núremberg (Alemania) se funda el primer instituto gerontológico de ese país, adscrito a la Universidad de Erlangen-Núremberg y dirigido por Dieter Platt.
- 1981: en Polonia, el general Wojciech Jaruzelski es nombrado primer ministro.
- 1982: en Haneda (Japón), el vuelo 350 de Japan Air Lines se estrella cerca del aeropuerto en un intento de asesinato en masa-suicidio del piloto, matando a 24 de las 174 personas a bordo.
- 1983: el cantante afroestadounidense Prince lanza el sencillo Little red Corvette.
- 1984: en Asturias, la popular canción Asturias, patria querida, es declarada himno oficial.
- 1986: durante las próximas semanas, el cometa Halley hace su última aparición (en el sistema solar interior) del siglo XX.
- 1986: en Lima (Perú), el autonombrado psicólogo Mario Poggi (1943-2016) estrangula con su cinturón de cuero al supuesto «Descuartizador de Lima», detenido en una comisaría.
- 1989: doce candidatos al Congreso de los Diputados del Pueblo de la Unión Soviética ―el nuevo parlamento soviético― presentan por primera vez sus programas a un grupo de electores moscovitas.
- 1989: el Gobierno de la Alemania Federal prohíbe el partido neonazi NS.
- 1990: en Alemania comienzan las obras de derribo del Muro de Berlín.
- 1990: en la segunda vuelta de las presidenciales en Polonia, resulta ganador Lech Walesa con el 74 % de los votos.
- 1990: en Namibia, la Asamblea Constituyente aprueba por unanimidad la nueva Constitución.
- 1991: en Lituania, una abrumadora mayoría aprueba en plebiscito independizarse de la Unión Soviética. Dos días después, el Parlamento ratifica esa decisión.
- 1991: en Perú, el Gobierno impone el estado de emergencia a causa de una epidemia de cólera.
- 1992: en Argelia se declara el estado de excepción tras sangrientos enfrentamientos entre fundamentalistas musulmanes.
- 1992: el tenista profesional Jim Courier alcanza el liderazgo de la clasificación mundial de la ATP.
- 1993: el cantautor guatemalteco Ricardo Arjona, publica su álbum titulado Animal nocturno.
- 1994: se anuncia el plan de paz para Bosnia y Herzegovina (el llamado Plan Vance-Owen).
- 1995: Jordania confirma la retirada israelí del territorio jordano ocupado desde 1967 en el sur del valle de Araba.
- 1995: en la Ciudad de México, el presidente Ernesto Zedillo revela que la verdadera identidad del guerrillero Subcomandante Marcos es Rafael Sebastián Guillén Vicente.
- 1996: en Darmstadt (Alemania) Sigurd Hofmann, Victor Ninov y otros del GSI descubren el átomo del elemento copernicio.
- 1996: el Ejército Republicano Irlandés Provisional declara el fin de su alto el fuego de 18 meses y hace explotar una gran bomba en el distrito de Canary Wharf (dentro de la ciudad de Londres), matando a dos personas.
- 1998: el Gobierno español autoriza la utilización de la base de Morón de la Frontera (Sevilla) a las tropas de Estados Unidos en caso de un ataque contra Irak.
- 1998: en la bahía de Cádiz (sur de España) investigadores españoles detectan un nuevo tipo de contaminante orgánico que podría haber provocado el cambio de sexo de algunas especies de peces.
- 1998: en Tiflis (Georgia), el presidente Eduard Shevardnadze sobrevive a un atentado.
- 1999: en Francia se reinicia el proceso contra el ex primer ministro socialista Laurent Fabius, el antiguo secretario de Sanidad y la extitular de Asuntos Sociales, acusados de homicidio involuntario en el caso de la sangre contaminada con el virus del sida.
- 2000: en Madrid, se inaugura la feria internacional del arte ARCO 2000.
- 2001: en Pearl Harbor se produce la colisión del buque escuela de pesca Ehime Maru y el buque estadounidense USS Greeneville. Mueren 9 de los 35 japoneses a bordo del Ehime Maru.
- 2002: en Écija (España), la Guardia Civil interviene 200 000 piezas de una colección arqueológica.
- 2002: en los Juegos Olímpicos de Invierno que se celebran en Salt Lake City (EE. UU.), Johann Mühlegg (esquiador alemán, nacionalizado español) logra la medalla de oro en la prueba de 30 kilómetros de esquí de fondo.
- 2002: en Sevilla (España), la atleta palentina Marta Domínguez logra un nuevo récord nacional en 1500 metros con una marca de 4:07,69 minutos.
- 2002: en el Hospital Rey Eduardo VII falleció la hermana pequeña de la reina Isabel II del Reino Unido, la Princesa Margarita de Snowdon a los 71 años de edad.
- 2003: en Montenegro, las elecciones presidenciales quedan anuladas por el alto índice de abstención.
- 2003: en Gante (Bélgica), el atleta español Alberto García Fernández bate el récord de Europa de los 5000 metros lisos en pista cubierta (13:11,39 minutos).
- 2003: en Puerto Rico, la Marina de Estados Unidos anuncia su retirada de la isla de Vieques.
- 2004: la sonda Cassini-Huygens enviada a Saturno por la NASA, en colaboración con la Agencia Espacial Europea (ESA), realiza fotografías del planeta a 69,4 millones de kilómetros de distancia.
- 2004: Finlandia se convierte en el undécimo miembro del ESO (European Southern Observatory: Observatorio Europeo Austral).
- 2004: en Oxirrinco (Egipto, un grupo de egiptólogos españoles encuentra dos sarcófagos de piedra con momias de la época saíta (primera mitad del siglo VI a. C.).
- 2005: en el Campo de las Naciones de Madrid, la banda terrorista ETA hace estallar un coche bomba horas antes de la inauguración de la exposición ARCO.
- 2005: en Francia, la policía detiene a 14 personas acusadas de pertenecer a ETA y da por desarticulado el aparato de captación de la banda terrorista. Francia entrega al terrorista Juan María Insausti Mugika, alias Karpov, exjefe del aparato de formación de ETA.
- 2006: en España, el Congreso aprueba la reforma del Estatuto valenciano.
- 2006: en el Valle de los Reyes (Egipto), cerca de la tumba de Tutankamon, un equipo de egiptólogos localiza un almacén o taller de momificación, que primeramente había sido identificado como un escondrijo para guardar momias saqueadas de la dinastía XVIII de Egipto, empleado para preparar el proceso embalsamatorio.
- 2009: se estrena la primera temporada del programa de telerrealidad y competición drag estadounidense RuPaul's Drag Race.
- 2012: en Chile, el tenista Fernando González anuncia su retiro del tenis mundial tras más de diez años de carrera
- 2012: en Japón se estrena el videojuego Gravity Rush para la PlayStation Vita
- 2013: en un accidente carretero en las cercanías de la ciudad chilena de Tomé, fallecen 16 hinchas de O'Higgins de Rancagua tras asistir al partido donde el club derrotó como visitante a Huachipato en el estadio CAP de Talcahuano.
- 2013: en la ciudad de Pasto (Colombia) se produce un sismo de mediana intensidad (6,5 grados).
- 2016: en la ciudad alemana de Bad Aibling (en el sur del estado de Baviera) chocan dos trenes de pasajeros. Mueren 12 personas y otras 85 resultan heridas.
- 2017: en la ciudad mexicana de Tepic (estado de Nayarit), la Marina de México ejecuta la Operación Barcina, en la cual son abatidos 8 miembros del Cartel de los Beltrán Leyva, dando cese temporal a la «guerra contra el narcotráfico en Tepic».
- 2018: en Corea del Sur se realiza la ceremonia de apertura de los Juegos Olímpicos de Pieonchang 2018.
- 2020: en Los Ángeles (California), la película surcoreana Parásitos gana cuatro premio Óscar incluyendo Mejor película, convirtiéndose en la primera película de habla no inglesa en ganar la categoría principal en la historia del Óscar.[6]
- 2020: en San Salvador (El Salvador) ―en el marco de la crisis política salvadoreña de 2020― el presidente Nayib Bukele hace que soldados del ejército ingresen a la Asamblea Legislativa, debido a que los legisladores no aprobaron su «plan de control territorial», mediante el cual Bukele no debería rendir cuentas en su lucha contra la delincuencia. Este acto fue duramente cuestionado ya que, en el pasado, la militarización tuvo como consecuencia el conflicto armado que destrozó la economía del país.
- 2021: en Washington (Estados Unidos) comienza el segundo juicio político contra el presidente Donald Trump.
- 2023: en Managua (Nicaragua), el presidente Daniel Ortega expulsan del país a más de 200 presos políticos enviándolos hacia los Estados Unidos.[7]
- 2024: en el cementerio Parque del Recuerdo (Santiago de Chile) se realiza el funeral del expresidente Sebastián Piñera.

## Nacimientos
- 1060: Honorio II, religioso romano, papa de la Iglesia católica entre 1124 y 1130 (f. 1130).
- 1274: Luis de Toulouse, obispo francés (f. 1297).
- 1313: María de Portugal, aristócrata («reina de Castilla» e «infanta») portuguesa (f. 1357).
- 1344: Meinhard III, aristócrata («conde del Tirol») suizo (f. 1363).
- 1441: Ali-Shir Nava'i, poeta, lingüista y pintor turco (f. 1501).
- 1533: Shimazu Yoshihisa, samurái japonés (f. 1611).
- 1548: Giordano Bruno, filósofo italiano (f. 1600).
- 1579: Johannes Meursius, erudito clásico neerlandés (f. 1639).
- 1584: Francesco Maria Richini, arquitecto italiano (f. 1658).
- 1612: Pier Francesco Mola, pintor italiano (f. 1666).
- 1625: Beata Inés de Benigánim, religiosa valenciana (f. 1696).
- 1645: Johann Aegidius Bach, violinista alemán (f. 1716).
- 1651: Procopio Cutò, empresario francés (f. 1727).
- 1666: George Hamilton, aristócrata («1.º conde de Orkney»), mariscal de campo escocés (f. 1737).
- 1711: Luis Vicente de Velasco e Isla, marino y comandante español (f. 1762).
- 1737: Thomas Paine, filósofo, escritor y activista anglo-estadounidense (f. 1809).
- 1741: Henri-Joseph Rigel, compositor franco-alemán (f. 1799).
- 1748: Sir John Duckworth, aristócrata («1.º baronet»), almirante y político británico-inglés, gobernador comodoro de Terranova (f. 1817).
- 1763: Luis I, aristócrata («gran duque de Baden») alemán (f. 1830).
- 1763: Philemon Thomas, político estadounidense (f. 1847).
- 1769: George W. Campbell, abogado y político escocés-estadounidense, quinto secretario del Tesoro de los Estados Unidos (f. 1848).
- 1773: William Henry Harrison, político y general estadounidense, 9.º presidente de los Estados Unidos en 1841 (f. 1841).
- 1775: Farkas Bolyai, matemático y académico húngaro (f. 1856).
- 1781: Johann Baptist von Spix, médico, zoólogo y explorador alemán (f. 1826).
- 1783: Vasili Zhukovski, poeta y traductor ruso (f. 1852).
- 1789: Franz Xaver Gabelsberger, ingeniero alemán, inventó la taquigrafía Gabelsberger (f. 1849).
- 1800: Hyrum Smith, líder religioso estadounidense (f. 1844).
- 1801: José Joaquín Pesado, escritor mexicano (f. 1861).
- 1804: Luis Candelas, bandolero español (f. 1837).
- 1814: Samuel J. Tilden, político y abogado estadounidense, 28.º gobernador del estado de Nueva York (f. 1886).
- 1815: Raffaele Cadorna, general italiano (f. 1897).
- 1815: Federico Madrazo, pintor español (f. 1894).
- 1817: Eugenio Lucas Velázquez, pintor español (f. 1870).
- 1830: Abd-ul-Aziz, sultán otomano (f. 1876).
- 1834: Felix Dahn, abogado, historiador y escritor alemán (f. 1912).
- 1826: Keʻelikōlani, miembro de la realeza y gobernador hawaiano (f. 1883).
- 1837: José Burgos, sacerdote y revolucionario filipino (f. 1872).
- 1839: Silas Adams, coronel, abogado y político estadounidense (f. 1896).
- 1846: Wilhelm Maybach, ingeniero y hombre de negocios alemán, fundó la empresa Maybach (f. 1929).
- 1846: Whitaker Wright, empresario y financiero británico-inglés (f. 1904).
- 1847: Hugh Price Hughes, clérigo y teólogo británico-galés (f. 1902).
- 1854: Aletta Jacobs, médica y activista sufragista neerlandesa (f. 1929).
- 1856: Hara Takashi, político japonés, décimo primer ministro de Japón (f. 1921).
- 1859: Akiyama Yoshifuru, general japonés (f. 1930).
- 1863: Anthony Hope, escritor y dramaturgo británico-inglés (f. 1933).
- 1864: Miina Härma, organista, directora de orquesta y compositora estonia (f. 1941).
- 1865: Wilson Bentley, científico estadounidense (f. 1931).
- 1865: Sra. Patrick Campbell o Mrs. Pat (Beatrice Tanner), actriz franco-inglesa (f. 1940).
- 1865: Erich von Drygalski, geógrafo y geofísico alemán (f. 1949).
- 1867: Natsume Sōseki, escritor y poeta japonés (f. 1916).
- 1871: Fran Saleški Finžgar, sacerdote y escritor esloveno (f. 1962).
- 1871: Howard Taylor Ricketts, patólogo y médico estadounidense (f. 1910).
- 1874: Amy Lowell, poetisa, crítica y educadora estadounidense (f. 1925).
- 1876: Arthur Edward Moore, político neozelandés-australiano, 23.º primer ministro de Queensland (f. 1963).
- 1877: Ramón de Navia-Osorio y Castropol, militar y político español (f. 1936).
- 1878: Jack Kirwan, futbolista internacional irlandés (f. 1959).
- 1880: Lipót Fejér, matemático y académico húngaro (f. 1959).
- 1883: Jules Berry, actor y director francés (f. 1951).
- 1884: Josep Carner, poeta catalán (f. 1970).
- 1885: Alban Berg, compositor y educador austríaco (f. 1935).
- 1885: Clarence H. Haring, historiador y escritor estadounidense (f. 1960).
- 1889: Larry Semon, actor, productor, director y guionista estadounidense (f. 1928).
- 1891: Ronald Colman, actor británico (f. 1958).
- 1891: Kristian Krefting, futbolista e ingeniero químico noruego (f. 1964).
- 1891: Pietro Nenni, periodista y político italiano, líder histórico y secretario del Partido Socialista Italiano (f. 1980).
- 1892: Peggy Wood, actriz estadounidense (f. 1978).
- 1893: Georgios Athanasiadis-Novas, abogado y político griego, 163.º primer ministro de Grecia (f. 1987).
- 1894: Manuel Lekuona, sacerdote, escritor, historiador y promotor del euskera (f. 1987).
- 1895: Hermann Brill, abogado y político alemán, 8.º ministro-presidente de Turingia (f. 1959).
- 1896: Alberto Vargas, pintor e ilustrador peruano-estadounidense (f. 1982).
- 1897: Charles Kingsford Smith, capitán y piloto australiano (f. 1935).
- 1898: Carlos Jiménez Díaz, médico español (f. 1967).
- 1898: Jūkichi Yagi, poeta y educador japonés (f. 1927).
- 1901: Brian Donlevy, actor estadounidense (f. 1972).
- 1901: James Murray, actor y comediante estadounidense (f. 1936).
- 1902: Ofelia Rodríguez Acosta, escritora y activista cubana (f. 1975).
- 1902: Léon M'ba, presidente gabonés (f. 1967).
- 1905: David Cecil, sexto marqués de Exeter, vallista y político británico-inglés (f. 1981).
- 1906: André Kostolany, economista y periodista húngaro-francés (f. 1999).
- 1907: Trường Chinh, político vietnamita, cuarto presidente de Vietnam (f. 1988).
- 1907: Dit Clapper, jugador y entrenador de hockey sobre hielo canadiense (f. 1978).
- 1907: Harold Scott MacDonald Coxeter, matemático y académico anglocanadiense (f. 2003).
- 1908: Enrique Millán Alarcón, esquiador olímpico español.
- 1909: Fergus Anderson, piloto británico de automovilismo (f. 1956).
- 1909: Marjorie Ogilvie Anderson, historiadora británico-escocesa (f. 2002).
- 1909: Heather Angel, actriz angloamericana (f. 1986).
- 1909: Harald Genzmer, compositor alemán (f. 2007).
- 1909: Carmen Miranda, actriz, cantante y bailarina luso-brasileña (f. 1955); en sus presentaciones cinematográficas utilizaba grandes sombreros con frutas.
- 1909: Dean Rusk, coronel y político estadounidense, 54.º secretario de Estado de los Estados Unidos (f. 1994).
- 1909: Leo Valiani, periodista y político italiano (f. 1999).
- 1910: Jacques Monod, bioquímico y genetista francés, premio nobel de medicina en 1965 (f. 1976).
- 1911: William Orlando Darby, general estadounidense (f. 1945).
- 1911: Esa Pakarinen, actor y músico finlandés (f. 1989).
- 1912: Ginette Leclerc, actriz francesa (f. 1992).
- 1912: Futabayama Sadaji, luchador de sumo japonés, 35.º yokozuna (f. 1968).
- 1914: Bruce M. Metzger, teólogo y crítico textual estadounidense (f. 2007).
- 1914: Adalberto Ortiz, novelista, poeta y diplomático ecuatoriano (f. 2003).
- 1914: Ernest Tubb, cantautor y guitarrista estadounidense (f. 1984).
- 1916: Tex Hughson, jugador de béisbol estadounidense (f. 1993).
- 1918: Lloyd Noel Ferguson, químico estadounidense (f. 2011).
- 1919: John Abramovic, jugador de baloncesto estadounidense (f. 2000).
- 1919: Alejandro Durán, acordeonero, compositor y cantante colombiano de vallenato (f. 1989).
- 1920: Fred Allen, jugador de rugby y entrenador neozelandés (f. 2012).
- 1920: Christiane Dosne de Pasqualini, investigadora científica francesa expatriada en Argentina (f. 2022).
- 1920: Enrico Schiavetti, futbolista italiano (f. 1993).
- 1922: Kathryn Grayson, actriz y cantante soprano estadounidense (f. 2010).
- 1922: C. P. Krishnan Nair, empresario indio, fundador de The Leela Palaces, Hotels and Resorts (f. 2014).
- 1922: Jim Laker, jugador de críquet y presentador británico-inglés (f. 1986).
- 1922: Robert E. Ogren, zoólogo estadounidense (f. 2005).
- 1923: Brendan Behan, rebelde, poeta y dramaturgo irlandés (f. 1964).
- 1923: Tonie Nathan, presentadora de radio, productora y política estadounidense (f. 2014).
- 1923: Fernanda de Utrera, cantaora de flamenco española (f. 2006).
- 1925: John B. Cobb, filósofo y teólogo estadounidense (f. 2024).
- 1925: Burkhard Heim, físico y académico alemán (f. 2001).
- 1926: Garret FitzGerald, abogado y político irlandés, séptimo taoiseach de Irlanda (f. 2011).
- 1927: Richard A. Long, historiador y escritor estadounidense (f. 2013).
- 1928: Frank Frazetta, pintor e ilustrador estadounidense (f. 2010).
- 1928: Rinus Michels, futbolista y entrenador neerlandés (f. 2005).
- 1928: Roger Mudd, periodista estadounidense (f. 2021).
- 1928: Herman Pieter de Boer, escritor y periodista neerlandés (f. 2014).
- 1929: A. R. Antulay, trabajador social y político indio, 8.º ministro principal de Maharashtra (f. 2014).
- 1929: Clement Meadmore, escultor australiano-estadounidense (f. 2005).
- 1930: Garner Ted Armstrong, evangelista y escritor estadounidense (f. 2003).
- 1931: Thomas Bernhard, escritor, poeta y dramaturgo austríaco (f. 1989).
- 1931: Robert Morris, escultor y pintor estadounidense (f. 2018).
- 1931: Josef Masopust, futbolista y entrenador checo (f. 2015).
- 1932: Gerhard Richter, pintor y fotógrafo alemán.
- 1932: Tatsuro Hirooka, jugador y entrenador japonés de béisbol.
- 1935: Lionel Fanthorpe, sacerdote, periodista y escritor británico-galés.
- 1936: Ángel Faus Belau, periodista y catedrático español (f. 2020).
- 1936: Callistus Ndlovu, académico y político zimbabuense (f. 2019).
- 1936: Clive Swift, actor y cantautor británico-inglés (f. 2019).
- 1937: Hildegard Behrens, soprano alemana (f. 2009).
- 1937: Clete Boyer, jugador y mánager de béisbol estadounidense (f. 2007).
- 1937: Tony Maggs, piloto de automovilismo sudafricano (f. 2009).
- 1938: Raul Martirez, prelado católico romano filipino (f. 2024).
- 1939: Mahala Andrews, paleontóloga de vértebras inglesa (f. 1997).
- 1939: Barry Mann, pianista, compositor y productor estadounidense.
- 1939: Janet Suzman, actriz y directora sudafricana-británica.
- 1940: Brian Bennett, baterista y compositor británico-inglés, de la banda The Shadows.
- 1940: J. M. Coetzee, novelista, ensayista y lingüista sudafricano-australiano, premio nobel de literatura.
- 1940: Enrique Olivera, político argentino (f. 2014).
- 1941: Kermit Gosnell, abortista y asesino en serie estadounidense.
- 1941: Sheila Kuehl, actriz, abogada, activista por los derechos de los homosexuales y política estadounidense.
- 1942: Manuel Castells, sociólogo y catedrático español.
- 1942: Carole King, cantante, pianista y compositora estadounidense.
- 1943: Barbara Lewis, cantautora estadounidense.
- 1943: Joe Pesci, actor estadounidense.
- 1943: Joseph Stiglitz, economista y escritor estadounidense, Premio Nobel de Economía de 2001.
- 1943: Víctor Sueiro, presentador de televisión, periodista y escritor pseudocientífico argentino (f. 2007).
- 1943: Joseph Stiglitz, economista y académico estadounidense, premio Nobel.
- 1944: Derryn Hinch, presentador de radio y televisión y político neozelandés-australiano.
- 1944: Alice Walker, actriz, novelista, cuentista y poetisa estadounidense.
- 1944: Manuela Carmena, política española.
- 1945: Mia Farrow (María de Lourdes Villiers Farrow), actriz estadounidense.
- 1945: Yoshinori Ohsumi, biólogo japonés.
- 1945: Bill Bergey, jugador de fútbol americano (f. 2024).
- 1945: Mia Farrow, actriz, activista y modelo estadounidense.
- 1945: Carol Wood, matemática y académica estadounidense.
- 1945: Yoshinori Ohsumi, biólogo japonés, premio nobel de fisiología o medicina en 2016.
- 1946: Bob Eastwood, golfista estadounidense.
- 1946: Vince Papale, jugador de fútbol americano y comentarista deportivo.
- 1946: Jim Webb, capitán y político estadounidense, 18.º Secretario de la Marina de los Estados Unidos.
- 1947: Carla Del Ponte, abogada y diplomática suiza.
- 1947: Joe Ely, cantautor y guitarrista estadounidense.
- 1947: Major Harris, cantante estadounidense (f. 2012).
- 1947: Alexis Smirnoff, luchador y actor canadiense-estadounidense (f. 2019).
- 1948: Guy Standing, economista y académico británico-inglés.
- 1949: Bernard Gallacher, golfista y periodista británico-escocés.
- 1949: Marcia Garbey, primera finalista olímpica cubana en salto de longitud (f. 2024).
- 1949: Judith Light, actriz estadounidense.
- 1950: Richard F. Colburn, sargento y político estadounidense.
- 1950: Javier Mariscal, pintor y diseñador español.
- 1951: Jay Inslee, político estadounidense, Gobernador de Washington desde 2013.
- 1951: David Pomeranz, cantante, músico y compositor estadounidense.
- 1952: Danny White, jugador de fútbol americano y comentarista deportivo.
- 1953: Ciarán Hinds, actor irlandés.
- 1953: Juan José Novaira, compositor argentino de música pop.
- 1953: Ezechiele Ramin, misionero, sacerdote y mártir italiano (f. 1985).
- 1953: Gabriel Rotello, periodista y escritor estadounidense, fundó OutWeek.
- 1954: Jo Duffy, escritora estadounidense.
- 1954: Chris Gardner, empresario y filántropo estadounidense.
- 1954: Kevin Warwick, científico británico-inglés.
- 1955: Jerry Beck, historiador y escritor estadounidense.
- 1955: Jimmy Pursey, cantautor y productor británico-inglés.
- 1955: Charles Shaughnessy, actor británico-inglés.
- 1955: Marlene, cantante venezolana (f. 2023).
- 1956: Phil Ford, jugador y entrenador de baloncesto estadounidense.
- 1956: Carlos Gaviria, director colombiano de cine y televisión.
- 1956: Mookie Wilson, jugador y entrenador de béisbol estadounidense.
- 1957: Víctor Mallarino, actor, productor y director de cine y televisión colombiano.
- 1957: Terry McAuliffe, empresario y político estadounidense, 72.º gobernador de Virginia.
- 1957: Gordon Strachan, futbolista y director técnico británico-escocés.
- 1958: Sandy Lyle, golfista británico-escocés.
- 1958: Chris Nilan, jugador de hockey sobre hielo, entrenador y presentador de radio estadounidense.
- 1959: Filipe Nyussi, político mozambiqueño, presidente de Mozambique desde 2015.
- 1959: Ali Bongo, político gabonés, presidente de Gabón entre 2009 y 2023.
- 1959: Guy Ecker, actor brasileño.
- 1960: Holly Johnson, cantautora y bajista inglesa.
- 1960: David Simon, actor, periodista, productor de televisión, escritor y guionista estadounidense.
- 1960: Peggy Whitson, bioquímica y astronauta estadounidense.
- 1961: John Kruk, jugador de béisbol y comentarista deportivo estadounidense.
- 1962: Anik Bissonnette, bailarina canadiense.
- 1963: Lolo Ferrari, actriz porno francesa (f. 2000).
- 1963: Brian Greene, físico estadounidense.
- 1963: Peter Rowsthorn, comediante y actor australiano.
- 1963: Travis Tritt, cantautor, guitarrista y actor estadounidense.
- 1964: Debrah Miceli, luchadora y mánager italoestadounidense.
- 1964: Dewi Morris, jugadora de rugby británico-inglesa.
- 1964: Ernesto Valverde, futbolista y mánager español.
- 1965: Dieter Baumann, corredor alemán.
- 1965: Julie Warner, actriz estadounidense.
- 1966: Harald Eia, comediante, actor y guionista noruego.
- 1966: Ellen van Langen, atleta neerlandesa.
- 1967: Gaston Browne, político antiguano, primer ministro de Antigua y Barbuda desde 2014.
- 1967: Venus Lacy, jugadora de baloncesto estadounidense jugador.
- 1967: Todd Pratt, jugador y entrenador de béisbol estadounidense.
- 1967: Dan Shulman, comentarista deportivo canadiense.
- 1968: Ana Colchero, actriz mexicana.
- 1968: Alejandra Guzmán, cantautora de música pop y actriz mexicana.
- 1968: Derek Strong, jugador de baloncesto y piloto de carreras estadounidense.
- 1968: Gloria Trevi, cantante y actriz mexicana.
- 1969: Jimmy Smith, jugador de fútbol americano.
- 1969: Pavel Tonkov, ciclista ruso.
- 1970: Glenn McGrath, jugador de críquet y comentarista deportivo australiano.
- 1971: Sharon Case, actriz y modelo estadounidense.
- 1971: Matt Gogel, golfista estadounidense.
- 1971: Johan Mjällby, futbolista y entrenador sueco.
- 1972: Darren Ferguson, futbolista y entrenador británico-escocés.
- 1972: Jason Winston George, actor y modelo estadounidense.
- 1972: Nelson Polanía, humorista, actor y comediante colombiano.
- 1973: Svetlana Boginskaya, gimnasta soviética-bielorrusa.
- 1973: Colin Egglesfield, actor estadounidense.
- 1973: Makoto Shinkai, animador, director y guionista japonés.
- 1974: Jordi Cruyff, futbolista y entrenador neerlandés.
- 1974: Brad Maynard, jugador de fútbol americano.
- 1974: Helena Resano, periodista y presentadora española.
- 1974: Amber Valletta, modelo y actriz estadounidense.
- 1974: John Wallace, jugador y entrenador de baloncesto estadounidense.
- 1975: Kurt Asle Arvesen, ciclista y entrenador noruego.
- 1975: Sergio Fernández Álvarez, futbolista español.
- 1975: Clinton Grybas, periodista y comentarista deportivo australiano (f. 2008).
- 1975: Vladimir Guerrero, beisbolista dominicano.
- 1976: Charlie Day, actor, productor y guionista estadounidense.
- 1977: A. J. Buckley, actor, director y guionista irlandés-canadiense.
- 1978: Santiago del Moro, conductor argentino de televisión.
- 1979: Akinori Iwamura, jugador de béisbol japonés.
- 1979: Irina Slutskaya, patinadora artística rusa.
- 1979: Zhang Ziyi, actriz y modelo china.
- 1979: Marco Caneira, futbolista portugués.
- 1980: Angelos Charisteas, futbolista griego.
- 1980: Margarita Levieva, actriz ruso-estadounidense.
- 1980: Manu Raju, periodista estadounidense.
- 1981: Patricio Albacete, jugador de rugby argentino.
- 1981: The Rev (Jimmy Sullivan), baterista estadounidense, de la banda Avenged Sevenfold (f. 2009).

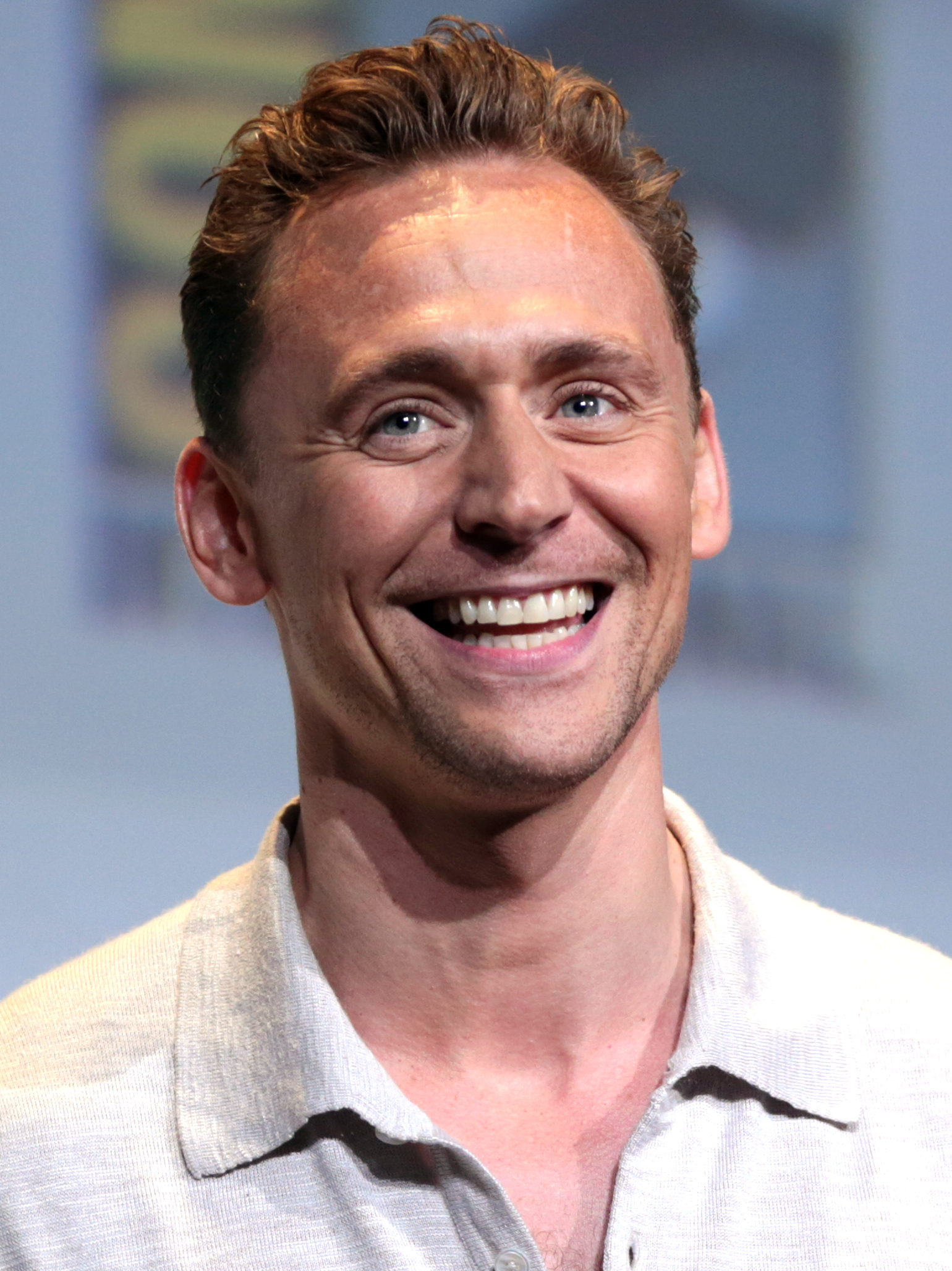
Tom Hiddleston

- 1981: Tom Hiddleston, actor británico-inglés.
- 1981: John Walker Lindh, terrorista estadounidense, miembro de los talibanes.
- 1981: Daisuke Sekimoto, luchador japonés.
- 1981: The Rev, músico estadounidense (f. 2009).
- 1982: Domingo Cisma, futbolista español.
- 1982: Jameer Nelson, jugador de baloncesto estadounidense.
- 1982: Ami Suzuki, cantautora y actriz japonesa.
- 1982: Chris Weale, futbolista y entrenador británico-inglés.
- 1983: Mikel Arruabarrena, futbolista español.
- 1984: Maurice Ager, jugador de baloncesto, cantante y productor estadounidense.
- 1984: Han Geng, cantante chino.
- 1984: Dioner Navarro, beisbolista venezolano.
- 1984: Shōhōzan Yūya, luchador de sumo japonés.
- 1985: Nigel Dawes, jugador de hockey sobre hielo canadiense-kazajo.
- 1985: David Gallagher, actor estadounidense.

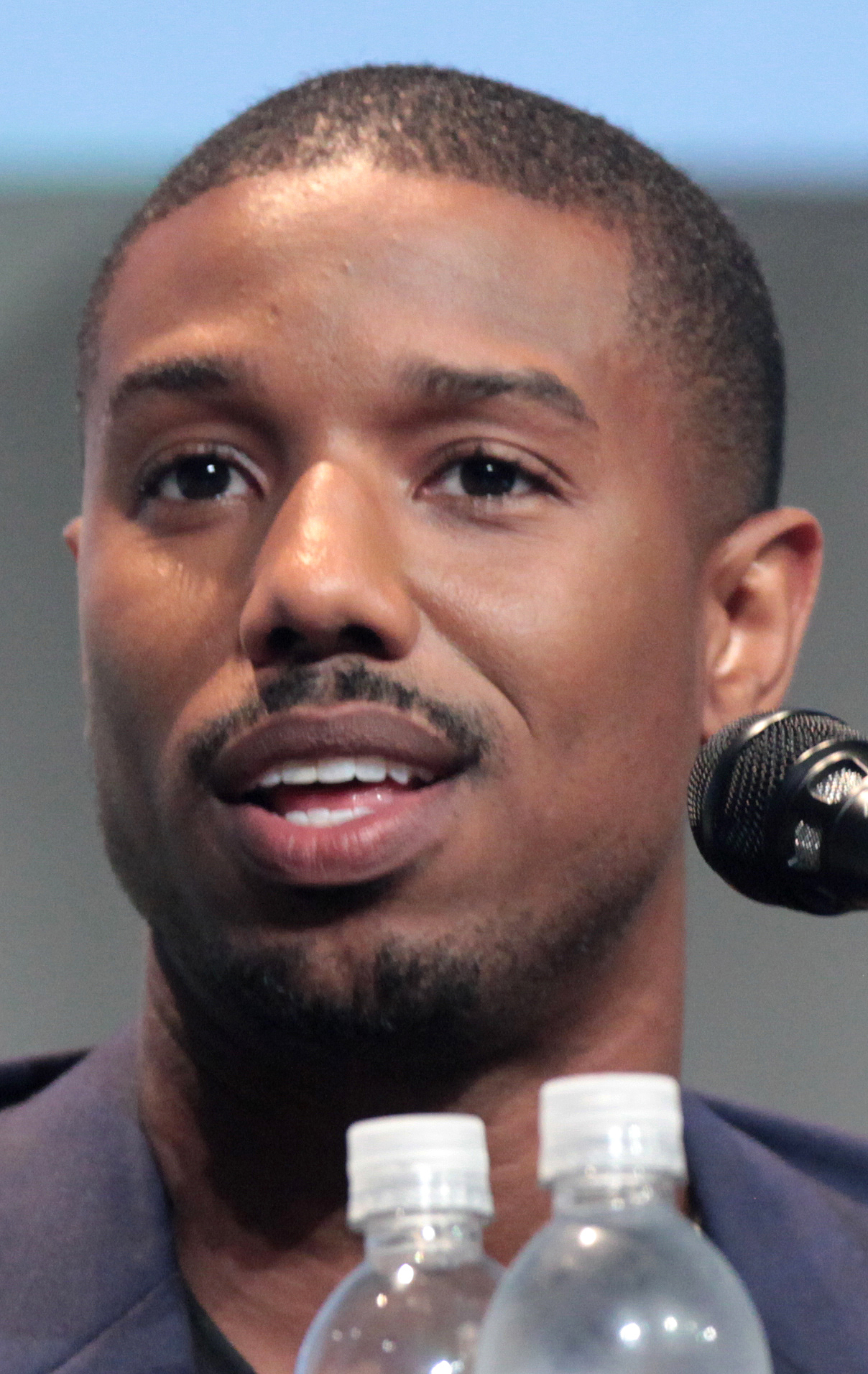
Michael B. Jordan

- 1987: Michael B. Jordan, actor estadounidense.
- 1987: Davide Lanzafame, futbolista italiano.
- 1987: Rose Leslie, actriz británico-escocesa.
- 1987: Magdalena Neuner, biatleta alemana.
- 1987: Kristof Van Hout, futbolista belga.
- 1988: Francisco Cerro, futbolista argentino.
- 1989: Maxime Dufour-Lapointe, esquiador canadiense.
- 1990: Facundo Affranchino, futbolista argentino.
- 1990: Randall Delgado, beisbolista panameño.
- 1990: Tariq Sims, jugador de rugby australiano-fiyiano.
- 1990: Fiódor Smólov, futbolista ruso.
- 1990: Camille Winbush, actriz estadounidense.
- 1991: Helena Kmieć, misionera católica romana polaca (f. 2017).
- 1991: Logan Ryan, jugador de fútbol americano.
- 1992: Avan Jogia, actor canadiense.
- 1993: Mitchell Dijks, futbolista neerlandés.
- 1993: Wataru Endō, futbolista japonés.
- 1993: Niclas Füllkrug, futbolista alemán.
- 1993: K. J. McDaniels, jugador de baloncesto estadounidense.
- 1993: Parimarjan Negi, ajedrecista indio.
- 1993: Despina Papamichail, tenista griega.
- 1995: Sheraldo Becker, futbolista surinamés.
- 1995: André Burakovsky, jugador sueco de hockey sobre hielo.
- 1995: Ramon Dino, culturista brasileño.
- 1995: Mario Pašalić, futbolista croata.
- 1995: Johnny Suh, integrante de la banda NCT
- 1996: Jimmy Bennett, estadounidense actor.
- 1996: Kelli Berglund, actriz estadounidense.
- 1996: Chungha, cantante surcoreana.
- 1996: Sebastián Driussi, futbolista argentino.
- 1997: Abbie Hern, actriz británica.
- 1997: Jaire Alexander, jugador de fútbol americano.
- 1997: Saquon Barkley, jugador de fútbol americano.
- 1997: Valentini Grammatikopoulou, tenista griego.
- 1997: Bella Poarch, tiktoker y cantante filipina.
- 1998: Cem Bölükbaşı, piloto de carreras turco y ex corredor de simuladores.
- 1998: Isabella Gomez, actriz colombo-estadounidense.
- 2001: Dylan Cozens, jugador canadiense de hockey sobre hielo.
- 2002: Jalen Green, baloncestista estadounidense.
- 2003: Cooper DeJean, jugador estadounidense de fútbol americano.
- 2004: Tobías Leiva, futbolista argentino.
- 2007: Ryan Williams, jugador estadounidense de fútbol americano.

## Fallecimientos
- 966: Onono Michikaze, calígrafo japonés (n. 894).
- 967: Sayf al-Dawla, emir de Alepo (n. 916).
- 978: Luitgarde, duquesa consorte de Normandía.
- 1011: Bernardo I, duque de Sajonia.
- 1014: Yang Yanzhao, general chino.
- 1135: Tai Zong, emperador chino (n. 1075).
- 1199: Minamoto no Yoritomo, shōgun japonés (n. 1147).
- 1251: Matías II, duque de Lorena.
- 1407: Guillermo I, margrave de Meissen (n. 1343).
- 1450: Agnes Sorel, amante francesa de Carlos VII de Francia (n. 1421).
- 1555: John Hooper, obispo y mártir inglés (n. 1495).
- 1555: Rowland Taylor, sacerdote y mártir inglés (n. 1510).
- 1588: Álvaro de Bazán, aristócrata («1.º marqués de Santa Cruz»), militar y almirante español (n. 1526).
- 1600: Juan Federico, duque de Pomerania (n. 1542).
- 1619: Lucilius Vanini, médico y filósofo italiano (n. 1585).
- 1637: Philemon Holland, traductor británico (n. 1552).
- 1670: Federico III, rey danés (n. 1609).
- 1675: Gerrit Dou, pintor neerlandés (n. 1613).
- 1709: Francisco Luis, aristócrata («príncipe de Conti») italiano (n. 1664).
- 1752: Fredric Hasselquist, naturalista sueco (n. 1722).
- 1777: Seth Pomeroy, general y armero estadounidense (n. 1706).
- 1803: Jean Francis de Saint-Lambert, militar, poeta y filósofo francés (n. 1716).
- 1812: Franz Anton Hoffmeister, compositor alemán (n.1754).
- 1832: José Ignacio Thames, sacerdote argentino (n. 1762).
- 1857: Dionisio Solomos, poeta y traductor griego (n. 1798).
- 1874: Jules Michelet, historiador, filósofo y académico francés (n. 1798).
- 1881: Fiódor Dostoyevsky, novelista, cuentista, ensayista y filósofo ruso (n. 1821).
- 1883: Mariano Saavedra, político argentino (n. 1810).
- 1886: Winfield Scott Hancock, militar estadounidense (n. 1824).
- 1891: Johan Barthold Jongkind, pintor y grabador neerlandés (n. 1819).
- 1891: Johan Jongkind, pintor neerlandés (n. 1819).
- 1901: Frederick Henry Harvey, empresario estadounidense (n. 1835).
- 1901: Louis Ménard, escritor francés (n. 1822).
- 1903: Charles Gavan Duffy, político australiano-irlandés, 8.º primer ministro de Victoria (n. 1816).
- 1905: Adolph von Menzel, pintor alemán (n. 1815).
- 1906: Paul Laurence Dunbar, escritor, poeta y dramaturgo estadounidense (n. 1872).
- 1909: Manuel Mato Vizoso, escritor e historiador español (n. 1846).
- 1910: Santo Hermano Miguel (Miguel Febres Cordero), religioso y maestro ecuatoriano (n. 1858), canonizado por el papa Pablo VI.
- 1913: Bernardo Reyes, militar y político mexicano (n. 1849).
- 1923: Émile Masson, escritor anarquista francés (n. 1869).
- 1927: Julio Herrera, político argentino (n. 1856).
- 1928: William Gillies, político australiano, 21.º primer ministro de Queensland (n. 1868).
- 1930: Richard With, capitán y empresario noruego, fundó Hurtigruten (n. 1846).
- 1932: Junnosuke Inoue, empresario y banquero japonés (n. 1869).
- 1932: A. K. Golam Jilani, soldado y activista bangladesí (n. 1904).
- 1934: Matías Montero, estudiante español (n. 1913).
- 1934: Claudio Williman, presidente uruguayo (n. 1861).
- 1935: Bob Diry, luchador y boxeador austríaco (n. 1884).
- 1940: Eugene Bleuler, psiquiatra suizo (n. 1857).
- 1942: Lauri Kristian Relander, político finlandés, segundo presidente de Finlandia (n. 1883).
- 1943: Liubov Shevtsova, partisana soviética, miembro de la organización clandestina antinazi Joven Guardia (n. 1924).
- 1943: Antonio Zozaya, periodista, jurista y escritor español (n. 1859).
- 1945: Ella D. Barrier, educadora estadounidense (n. 1852).
- 1950: Vasili Kvachantiradze, francotirador soviético (n. 1906).
- 1950: Ted Theodore, político australiano, vigésimo primer ministro de Queensland (n. 1884).
- 1951: Eddy Duchin, pianista, director de orquesta y actor estadounidense (n. 1910).
- 1955: Miguel Carlos Victorica, pintor argentino (n. 1884).
- 1956: Leopoldo de Alpandeire, fraile capuchino, beato (n. 1864).
- 1957: Miklós Horthy, almirante y político húngaro, regente de Hungría (n. 1868).
- 1960: Alexander Benois, pintor y crítico ruso (n. 1870).
- 1960: Ernő Dohnányi, director de orquesta, compositor y violinista húngaro (n.1877).
- 1965: Khan Bahadur Ahsanullah, teólogo y educador bangladesí (n. 1874).
- 1966: Sophie Tucker, actriz y cantante ucraniana (n. 1887).
- 1967: Santiago Luis Copello, obispo argentino (n. 1880).
- 1969: George "Gabby" Hayes, actor y cantante estadounidense (n. 1885).
- 1972: Nikolái Krylov, militar soviético (n. 1903).
- 1976: Percy Faith, compositor y director de orquesta canadiense (n. 1908).
- 1977: Serguéi Ilyushin, ingeniero y empresario ruso, funda la Oficina de Diseño Ilyushin (n. 1894).
- 1978: Costante Girardengo, ciclista y entrenador italiano (n. 1893).
- 1978: Julio Jaramillo, cantante ecuatoriano (n. 1935).
- 1979: Allen Tate, poeta y académico estadounidense (n. 1899).
- 1980: Tom Macdonald, periodista y escritor británico-galés (n. 1900).
- 1981: M. C. Chagla, jurista y político indio, ministro de Asuntos Exteriores de la India (n. 1900).
- 1981: Bill Haley, cantautor y guitarrista estadounidense (n. 1925).
- 1983: Adanies Díaz, cantante colombiano (n. 1952).
- 1984: Yuri Andropov, abogado y político soviético-ruso (n. 1914).
- 1984: Paulina Singerman, actriz argentina (n. 1911).
- 1986: Teresa de Marzo, pionera de la aviación brasileña (n. 1903).
- 1988: Kurt Herbert Adler, director de orquesta y pianista austríaco (n. 1905).[8]
- 1989: Osamu Tezuka, ilustrador, dibujante de cómic, animador y productor japonés (n. 1928).
- 1994: Orlando Contreras, cantante cubano (n. 1930).
- 1994: Howard Martin Temin, virólogo, genetista y académico estadounidense, premio nobel de medicina en 1975 (n. 1934).
- 1994: Jarmila Novotna, soprano y actriz checa.
- 1995: J. William Fulbright, político y abogado estadounidense (n. 1905).
- 1995: Kalevi Keihänen, empresario finlandés (n. 1924).
- 1995: David Wayne, actor estadounidense (n. 1914).
- 1997: Raúl Aubel, actor argentino (n. 1936).
- 1998: Maurice Schumann, periodista y político francés, ministro de Asuntos Exteriores de Francia (n. 1911).
- 2001: Agustín Cárdenas, escultor cubano (n. 1927).
- 2001: Herbert A. Simon, politólogo, economista y académico estadounidense, premio nobel (n. 1916).
- 2002: Margaret Rose Armstrong-Jones, aristócrata británica, hermana de la reina Isabel II (n. 1930).
- 2002: Isabelle Holland, escritora suizo-estadounidense (n. 1920).
- 2002: Margarita, aristócrata («princesa» y «condesa de Snowdon») británico-inglesa (n. 1930), hija menor del rey Jorge VI y de la reina Isabel (la Reina Madre). Fue la hermana menor y única hermana de la reina Isabel II.
- 2003: Miquel Batllori, historiador español (n. 1909).
- 2003: Herma Bauma, atleta austríaca (n. 1915).
- 2003: Masatoshi Gündüz Ikeda, matemático y académico turco-japonés (n. 1926).
- 2003: George Albert Llano, profesor, botánico, liquenólogo y micólogo cubano (n. 1911).
- 2004: Claude Ryan, periodista y político canadiense (n. 1925).
- 2005: Tyrone Davis, cantante de soul estadounidense (n. 1938).
- 2005: Robert Kearns, ingeniero estadounidense, inventó el limpiaparabrisas intermitente (n. 1927).
- 2006: Freddie Laker, piloto y empresario británico-inglés, fundó Laker Airways (n. 1922).
- 2007: Hank Bauer, jugador y gerente de béisbol estadounidense (n. 1922).
- 2007: Alejandro Finisterre, inventor del futbolín y editor (n. 1919).
- 2007: Ian Richardson, actor británico-escocés (n. 1934).[9]
- 2008: Genaro Celayeta, futbolista español (n. 1954).
- 2008: Christopher Hyatt, ocultista y escritor estadounidense (n. 1943).
- 2008: Carm Lino Spiteri, arquitecto y político maltés (n. 1932).
- 2008: Jazeh Tabatabai, pintor, poeta y escultor iraní (n. 1931).
- 2009: Eluana Englaro, mujer italiana, adquirió notoriedad por el tema de la eutanasia (n. 1970).
- 2009: Orlando Cachaíto López, bajista y compositor cubano, de la banda Buena Vista Social Club (n. 1933).
- 2009: Sergio Markmann, empresario chileno (n. 1921).
- 2010: Walter Frederick Morrison, empresario estadounidense, inventor del frisbee (n. 1920).
- 2011: Miltiadis Evert, abogado y político griego, 69.º alcalde de Atenas (n. 1939).
- 2011: David Sánchez Juliao, escritor y diplomático colombiano (n. 1945).
- 2013: Leonardo Polo, filósofo español (n. 1926).
- 2013: Luis Solari Tudela, diplomático y abogado peruano (n. 1935).
- 2012: O. P. Dutta, director, productor y guionista indio (n. 1922).
- 2012: John Hick, filósofo y académico británico-inglés (n. 1922).
- 2012: Joe Moretti, guitarrista y compositor escocés-sudafricano (n. 1938).
- 2013: Richard Artschwager, pintor, ilustrador y escultor estadounidense (n. 1923).
- 2013: Keiko Fukuda, artista marcial y entrenadora japonesa-estadounidense (n. 1913).
- 2013: Jimmy Smyth, lanzador irlandés (n. 1931).
- 2014: Gabriel Axel, actor, director y productor danés (n. 1918).
- 2014: Hal Herring, jugador y entrenador de fútbol americano (n. 1924).
- 2014: Logan Scott-Bowden, general británico-inglés (n. 1920).
- 2015: Liu Han, empresario y filántropo chino (n. 1965).
- 2015: Ed Sabol, productor de cine estadounidense, cofundador de NFL Films (n. 1916).
- 2016: Sushil Koirala, político nepalí, 37.º primer ministro de Nepal (n. 1939).
- 2016: Zdravko Tolimir, comandante militar serbobosnio (n. 1948).
- 2017: André Salvat, coronel del ejército francés (n. 1920).
- 2018: Reg E. Cathey, actor estadounidense de teatro, cine y televisión (n. 1958).
- 2018: Jóhann Jóhannsson, compositor y productor islandés (n. 1969).

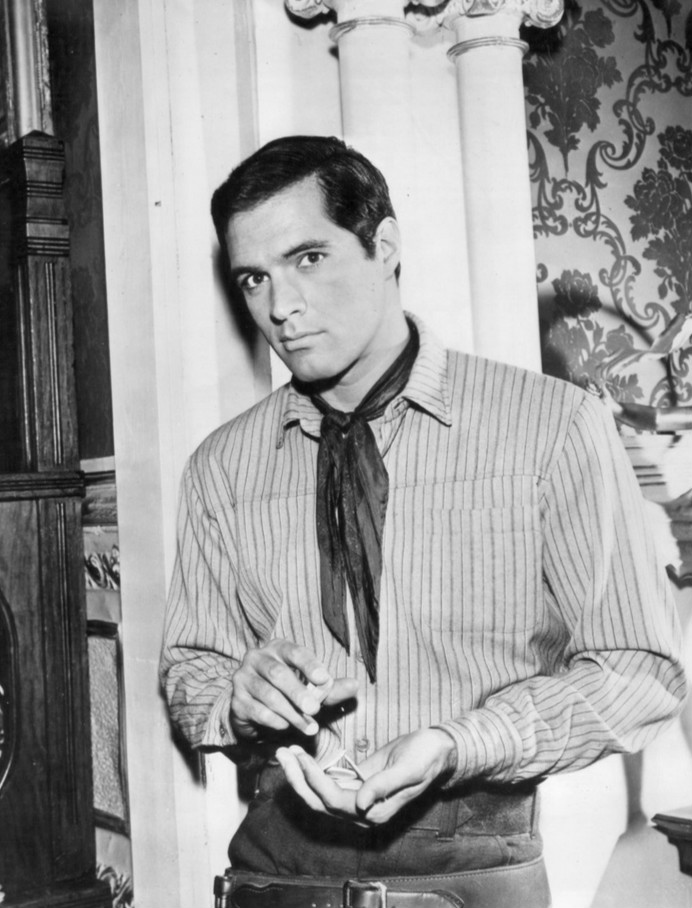
John Gavin

- 2018: John Gavin, actor estadounidense y embajador de los Estados Unidos en México (n. 1931).
- 2019: Tomi Ungerer, dibujante e ilustrador francés (n. 1931).
- 2020: Carlos Julio Pereyra, político uruguayo (n. 1922).
- 2020: Mirella Freni, cantante de ópera italiana (n. 1935).
- 2021: Chick Corea, pianista, tecladista y compositor estadounidense de jazz (n. 1941).
- 2021: Félix Saborido, dibujante e historietista argentino (n. 1938).
- 2022: Betty Davis, cantante estadounidense (n. 1945).
- 2022: Luz Odilia Font, actriz puertorriquena (n.1929).
- 2022: Jeremy Giambi, beisbolista estadounidense (n. 1974).
- 2022: Alicia Hermida, actriz española (n. 1932).
- 2022: Ian McDonald, músico británico (n. 1946).
- 2022: Johnny Raper, jugador y entrenador de la liga de rugby australiana (n. 1939).
- 2023: Marcos Alonso Peña, futbolista español (n. 1959).
- 2023: Luis Fernando Múnera, actor colombiano (n. 1949).
- 2023: Ana María "Cachito", actriz, compositora, pianista y cantante argentina (n. 1933).

## Celebraciones
- Día Internacional de la Pizza.[10]

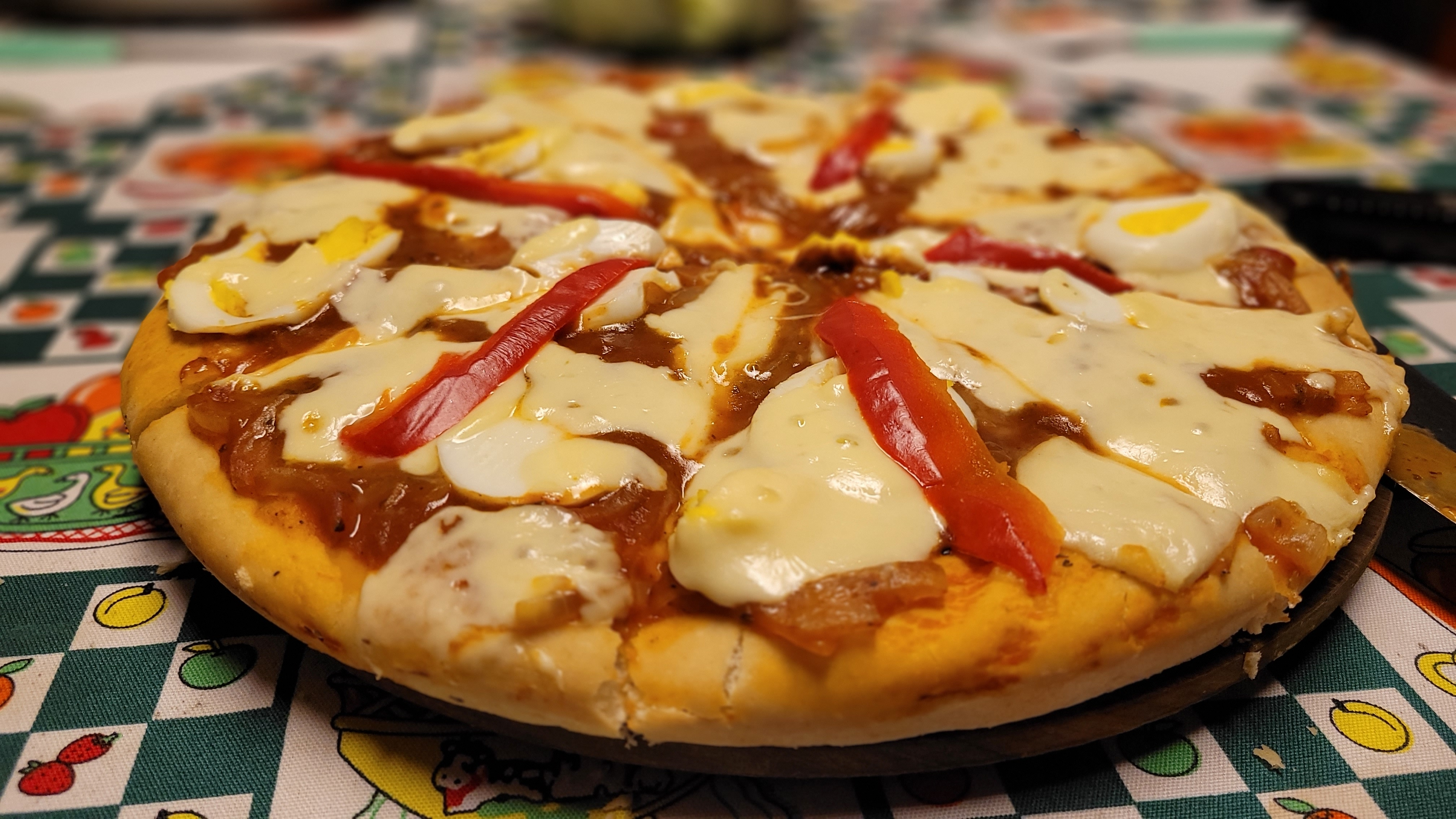
Día Internacional de la Pizza.

- Día Internacional de la Lengua Griega.[11](Se celebra desde 2017).

- Día Internacional del Dentista.[12]
- Día Internacional Del Golfo de México

 Por países
(Por orden alfabético)
- Chile: 
  - Día Nacional del Hincha. En conmemoración del fallecimiento de 16 hinchas de O'Higgins de Rancagua en un accidente carretero en las cercanías de la ciudad chilena de Tomé, tras asistir al partido donde el club derrotó como visitante a Huachipato en el estadio CAP de Talcahuano.

- Colombia: 
  - Día Nacional del Periodista.

- Corea del Sur:
  - Fiesta del Año Nuevo Coreano.[13]

- Estados Unidos:
  - Día del Chocolate.
(en inglés: Chocolate Day).
  - Día de Leer en la Bañera.
(en inglés: National Read In The Bathtub Day).
  - Día del Dolor de Muelas.
(en inglés: National Toothache Day).

- Líbano:
  - Día de San Maroun.[13]

- México: 
  - Día del Odontólogo.[14]

- Mongolia:
  - Estrella Navideña.[13]

- Vietnam:
  - Tet Eva.[13]

### Santoral católico
- San Abelardo.

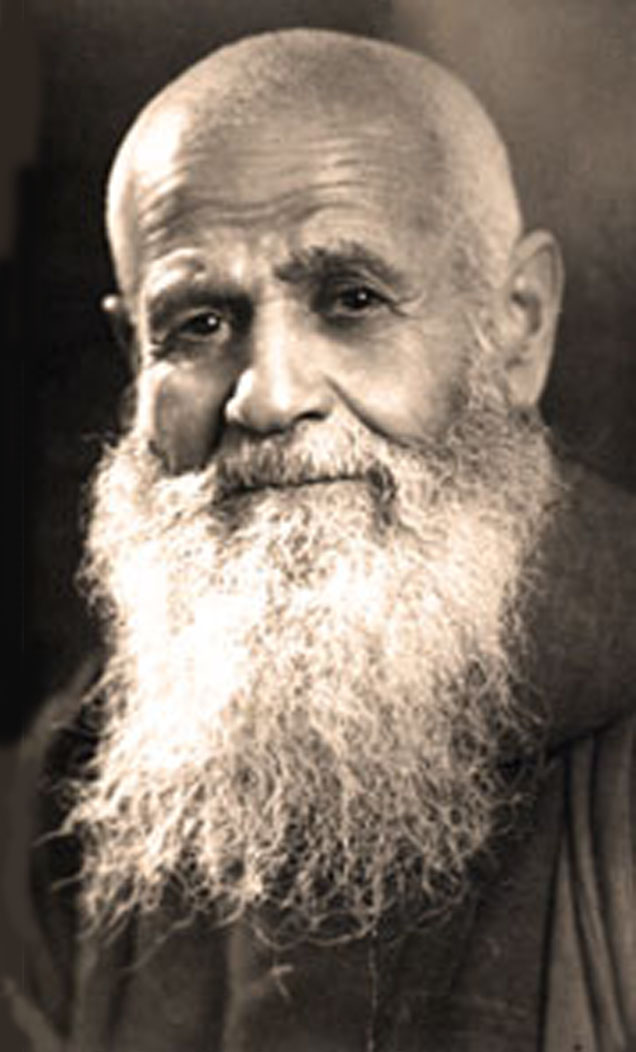
Beato Leopoldo de Alpandeire.

- San Alto de Baviera, abad germánico.[15]
- San Ansberto (abad).[15]
- Santa Apolonia de Alejandría (mártir).[15]
- San Marón.[15]
- San Miguel Febres Cordero.[15]
- San Nicéforo.
- San Rainaldo.
- San Sabino, obispo.[15]
- San Teliavo.[15]
- Beata Ana Catalina Emmerick.
- Beato Leopoldo de Alpandeire, fraile capuchino. (imagen ilustrativa).
- Beato Luis Magaña Servín, laico y mártir mexicano.